# Elecciones parlamentarias de Letonia de 2002
Las elecciones parlamentarias se llevaron a cabo en Letonia el 5 de octubre de 2002. El Partido de la Nueva Era emergió como el partido más grande en el Saeima, ganando 26 de los 100 asientos.

## Sistema electoral
La Constitución de la República de Letonia establece que los miembros del Saeima serán elegidos por sufragio universal directo, libre y proporcional, asignando escaños a los partidos que reciban al menos el 5% de los votos mediante el método Webster/Senlagen. Las elecciones generalmente se celebran cada cuatro años, el primer sábado del mes de octubre, pero el Presidente tiene derecho a celebrar elecciones extraordinarias. Los ciudadanos que pueden formar parte del padrón electoral de Letonia son aquellos que hayan cumplido los dieciocho años el día de la elección. Cualquier ciudadano de Letonia que tenga más de veintiún años el primer día de la elección puede ser elegido para el Saeima.

## Resultados
| Partido                                       | Votos     | %     | Escaños | +/-   |
| --------------------------------------------- | --------- | ----- | ------- | ----- |
| Partido del Nuevo Tiempo                      | 237,452   | 23.98 | 26      | Nuevo |
| Por los Derechos Humanos en una Letonia Unida | 189,088   | 19.09 | 25      | +9    |
| Partido Popular                               | 165,246   | 16.69 | 20      | –4    |
| Primer Partido de Letonia                     | 94,752    | 9.57  | 10      | Nuevo |
| Unión de Verdes y Labradores                  | 93,759    | 9.47  | 12      | +12   |
| Por la Patria y la Libertad                   | 53,396    | 5.39  | 7       | –10   |
| Vía Letona                                    | 48,430    | 4.89  | 0       | –21   |
| Partido Socialdemócrata Obrero Letón          | 39,837    | 4.02  | 0       | –14   |
| Ligero de Latgale                             | 15,948    | 1.6   | 0       | Nuevo |
| Unión Socialdemócrata                         | 15,162    | 1.5   | 0       | Nuevo |
| Partido Socialdemócrata del Bienestar         | 13,234    | 1.3   | 0       | Nuevo |
| Centro de Alianza "Política"                  | 5,819     | 0.6   | 0       | Nuevo |
| Partido Ruso                                  | 4,724     | 0.5   | 0       | Nuevo |
| Partido de los Letones                        | 3,919     | 0.4   | 0       | Nuevo |
| Partido del Resurgimiento Letón               | 2,558     | 0.3   | 0       | Nuevo |
| Partido de la Libertad                        | 2,075     | 0.2   | 0       | Nuevo |
| La tierra de Mara                             | 1,446     | 0.1   | 0       | Nuevo |
| Unión Ciudadana "Nuestra Tierra"              | 1,349     | 0.1   | 0       | 0     |
| Partido de Centro Progresista                 | 1,229     | 0.1   | 0       | Nuevo |
| Partido Republicano Unido Letón               | 826       | 0.1   | 0       | Nuevo |
| Votos nulos/en blanco                         | 7,505     | -     | -       | -     |
| Total                                         | 997,754   | 100   | 100     | 0     |
| Votantes registrados/participación            | 1,295,287 | 77.03 | -       | -     |
| Fuente: Nohlen & Stöver                       |           |       |         |       |

## Consecuencias
Los votantes severamente castigaron el anteriores gobernando partidos, con el partido de las Personas y Para Fatherland y Libertad tanto perdiendo asientos, mientras la manera letona perdió todo su MPs.
Un gobierno de coalición nuevo estuvo formado por el Partido de Era Nuevo, el primer Partido de Letonia, Para Fatherland y Libertad y la Unión de Verdes y Labradores. Esto disfrutó una mayoría parlamentaria de 55 del 100 MPs. Aun así, después de que dos años Para Fatherland y la libertad dejó la coalición y estuvo reemplazado por el partido de las Personas, quién regresó a gobierno después de una ausencia de dos años.